# Municipio de Delger
El municipio de Delger (en inglés: Delger Township) es un municipio ubicado en el condado de Wells en el estado estadounidense de Dakota del Norte. En el año 2010 tenía una población de 26 habitantes y una densidad poblacional de 0,28 personas por km².

## Geografía
El municipio de Delger se encuentra ubicado en las coordenadas 47°33′5″N 99°51′3″O / 47.55139, -99.85083. Según la Oficina del Censo de los Estados Unidos, el municipio tiene una superficie total de 93.2 km², de la cual 92,64 km² corresponden a tierra firme y (0,59 %) 0,55 km² es agua.

## Demografía
Según el censo de 2010, había 26 personas residiendo en el municipio de Delger. La densidad de población era de 0,28 hab./km². De los 26 habitantes, el municipio de Delger estaba compuesto por el 100 % blancos. Del total de la población el 0 % eran hispanos o latinos de cualquier raza.